# Montefiascone
Montefiascone – miejscowość i gmina we Włoszech, w regionie Lacjum, w prowincji Viterbo.
Według danych na rok 2004 gminę zamieszkiwało 12 114 osób, 116,5 os./km².